# 엘키
엘키(Elkie)는 중국 홍콩 행정구에서 태어났습니다. 엘키(Elkie)는 2016년 인기 걸그룹 CLC(씨엘씨)에 합류하였습니다. 엘키Elkie는 CLC씨엘씨와 함께 일본, 대만, 중국, 러시아 등 여러 나라에서 공연을 했습니다.

## 주요 음악 및 활동 발전
2015년에 연습생 오디션에 합격한 후 한국으로 가서 연습생 생활을 시작했다. 이 기간 동안 다른 연예 기획사의 스카우트 제의를 받았으나, Cube 엔터테인먼트와의 계약이 확정되어 다른 회사의 제안을 거절했다. 2016년 2월, 한국의 인기 걸그룹 CLC에 합류하여 데뷔하였으며, 현아(HyunA)의 후배가 되었고, CLC에서 리드 보컬(세컨드〜서드 보컬)을 맡았다.
2018년에 MBC 한국 드라마 《부잣집 아들》에 출연하였으며, 엘키는 한국 드라마에 출연한 첫 번째 홍콩 출신 여배우입니다

### CLC
| 연도 | MV 제목                | YT Music 스트리밍 수 | Spotify 스트리밍 수 | MV 조회 수    | MV 좋아요 수 | 미국 Billboard 디지털 음원 판매 차트 |
| ---- | ---------------------- | -------------------- | ------------------- | ------------- | ------------ | ------------------------------------ |
| 2017 | HobGoblin 도깨비       | 9800만               | 5400만              | 4300만+3600만 | 77만+58만    | 4                                    |
| 2018 | Black Dress 블랙드레스 | 7100만               | 4200만              | 4000만        | 64만         | 5                                    |
| 2019 | ME                     | 5100만               | 4000만              | 2500만        | 69만         | 5                                    |
| 2020 | Helicopter 헬리콥터    | >억                  | 5600만              | 7400만        | 130만        | 6                                    |

### 솔로
- "연극이 끝난 후" (2016, 이창섭과 듀엣)

## 가수 외 활동

### 드라마
- 2018년 MBC 주말드라마 부잣집 아들 - 왕몽몽 역

### 뮤직비디오
- "기도 (I'll Be Your Man)" - 비투비